# Derby Junction F.C.
Derby Junction Football Club var en amatørfodboldklub i Derby, England. Klubben var aktiv i 1880'erne og 1890'erne, hvor klubben bl.a. nåede semifinalen i FA Cup 1887-88 og var med til at grundlægge Midland League i 1890. Holdet spillede sine hjemmekampe i Derby Arboretum.
Derby Junction var oprindeligt et hold for tidligere elever fra Junction Street School, og den blev opdøbt til Derby Junction i 1885. Deres bedste FA Cup-resultat blev opnået i sæsonen 1887-88, hvor de på vej til semifinalen bl.a. besejrede de forsvarende mestre, Blackburn Rovers FC. I semifinalen tabte de til de senere vindere af turneringen, West Bromwich Albion FC. Den næste sæson blev Derby Junction slået ud i første runde af bysbørnene fra Derby County FC.
Visse kilder hævder, at klubben blev oprettet i begyndelsen af 1880'erne. Den blev nedlagt i 1895, da professionalismen for alvor begyndte at få fodfæste i engelsk fodbold.